# سينيكا (كارولاينا الجنوبية)
سينيكا (بالإنجليزية: Seneca, South Carolina)‏ هي مدينة تقع في الولايات المتحدة في Oconee County.  يقدر عدد سكانها بـ 8,102 نسمة ومساحتها 18.4 كم2  وترتفع عن سطح البحر 294 متر.

## التركيبة السكانية
حدّد مكتب تعداد الولايات المتحدة بيانات التركيبة السكانية لسينيكا في تعداد الولايات المتحدة. في ما يلي، التركيبة السكانية حسب تعدادي 2000 و2010.

### تعداد عام 2000
بلغ عدد سكان سينيكا 7,652 نسمة بحسب تعداد عام 2000، وبلغ عدد الأسر 3,286 أسرة وعدد العائلات 2,098 عائلة مقيمة في المدينة. في حين سجلت الكثافة السكانية 358.1 نسمة لكل كيلومتر مربع (927.5/ميل2). وبلغ عدد الوحدات السكنية 3,677 وحدة بمتوسط كثافة قدره 172.1 لكل كيلومتر مربع (445.7/ميل2).
وتوزع التركيب العرقي للمدينة بنسبة 63.32% من البيض و33.77% من الأمريكيين الأفارقة و0.31% من الأمريكيين الأصليين و0.63% من الأمريكيين ذوي الأصول الآسيوية و0.01% من سكان جزر المحيط الهادئ و0.65% من الأعراق الأخرى و1.31% من عرقين مختلطين أو أكثر و1.53% من الهسبانيون أو اللاتينيون من أي عرق.
بلغ عدد الأسر 3,286 أسرة كانت نسبة 31.9% منها لديها أطفال تحت سن الثامنة عشر تعيش معهم، وبلغت نسبة الأزواج القاطنين مع بعضهم البعض 42.2% من أصل المجموع الكلي للأسر، ونسبة 17.5% من الأسر كان لديها معيلات من الإناث دون وجود شريك،  بينما كانت نسبة 4.1% من الأسر لديها معيلون من الذكور دون وجود شريكة وكانت نسبة 36.2% من غير العائلات. تألفت نسبة 32.3% من أصل جميع الأسر من عدة أفراد يعيشون في نفس المنزل ونسبة 13.2% كانت تتألف من شخص يعيش بمفرده يبلغ من العمر 65 عاماً أو أكثر. وبلغ متوسط حجم الأسرة المعيشية 2.32، أما متوسط حجم العائلات فبلغ 2.93.
بلغ العمر الوسطي للسكان 37.9 عاماً. وكانت نسبة 24.4% من القاطنين تحت سن الثامنة عشر، وكانت نسبة 9.5% بين الثامنة عشر والرابعة والعشرين عاماً، ونسبة 25.3% كانت واقعةً في الفئة العمرية ما بين الخامسة والعشرين والرابعة والأربعين عاماً، ونسبة 24.7% كانت ما بين الخامسة والأربعين والرابعة والستين، ونسبة 16% كانت ضمن فئة الخامسة والستين عاماً فما فوق. يوجد لكل 100 أنثى 87.6 ذكر، ويوجد لكل 100 أنثى في الثامنة عشر من عمرها فما فوق 83.1 ذكر.
بلغ متوسط دخل الأسرة في المدينة 32,643 دولارًا، أما متوسط دخل العائلة فبلغ 44,487 دولارًا. وكان متوسط دخل الذكور 31,381 دولارًا مقابل 21,472 دولارًا للإناث. وسجل دخل الفرد الخاص بالمدينة 18,498 دولارًا. وكانت نسبة 13% من العائلات ونسبة 15.6% من السكان تحت خط الفقر، وكان من هؤلاء نسبة 24.4% تحت سن الثامنة عشر ونسبة 16.4% في الخامسة والستين من العمر وما فوق.

### تعداد عام 2010
بلغ عدد سكان سينيكا 8,102 نسمة بحسب تعداد عام 2010، وبلغ عدد الأسر 3,511 أسرة وعدد العائلات 2,152 عائلة مقيمة في المدينة. في حين سجلت الكثافة السكانية 379.1 نسمة لكل كيلومتر مربع (981.9/ميل2). وبلغ عدد الوحدات السكنية 4,076 وحدة بمتوسط كثافة قدره 190.7 لكل كيلومتر مربع (493.9/ميل2).
وتوزع التركيب العرقي للمدينة بنسبة 65.27% من البيض و28.98% من الأمريكيين الأفارقة و0.27% من الأمريكيين الأصليين و0.94% من الأمريكيين ذوي الأصول الآسيوية و0.01% من سكان جزر المحيط الهادئ و2.21% من الأعراق الأخرى و2.32% من عرقين مختلطين أو أكثر و4.47% من الهسبانيون أو اللاتينيون من أي عرق.
بلغ عدد الأسر 3,511 أسرة كانت نسبة 29% منها لديها أطفال تحت سن الثامنة عشر تعيش معهم، وبلغت نسبة الأزواج القاطنين مع بعضهم البعض 40.3% من أصل المجموع الكلي للأسر، ونسبة 17.7% من الأسر كان لديها معيلات من الإناث دون وجود شريك،  بينما كانت نسبة 3.3% من الأسر لديها معيلون من الذكور دون وجود شريكة وكانت نسبة 38.7% من غير العائلات. تألفت نسبة 34.6% من أصل جميع الأسر من عدة أفراد يعيشون في نفس المنزل ونسبة 14.9% كانت تتألف من شخص يعيش بمفرده يبلغ من العمر 65 عاماً أو أكثر. وبلغ متوسط حجم الأسرة المعيشية 2.27، أما متوسط حجم العائلات فبلغ 2.88.
بلغ العمر الوسطي للسكان 41.4 عاماً. وكانت نسبة 22.2% من القاطنين تحت سن الثامنة عشر، وكانت نسبة 9.1% بين الثامنة عشر والرابعة والعشرين عاماً، ونسبة 22.7% كانت واقعةً في الفئة العمرية ما بين الخامسة والعشرين والرابعة والأربعين عاماً، ونسبة 27.2% كانت ما بين الخامسة والأربعين والرابعة والستين، ونسبة 18.9% كانت ضمن فئة الخامسة والستين عاماً فما فوق. وتوزع التركيب الجنسي للسكان بنسبة 46.5% ذكور و53.5% إناث.

## أعلام
- تيموثي إم. كين
- جيمي أور
- دنيس هيوز
- جون إي. هاينز
- مارشال باركر
- آي. إم. إبراهيم
- جون ويلسون
- بيل ويلهلم